# GPR161
GPR161, G protein-spregnuti receptor 161, je protein koji je kod čoveka kodiran GPR161 genom.

## Literatura
1. ↑  Small KM, Seman CA, Castator A, Brown KM, Liggett SB (2002). „False positive non-synonymous polymorphisms of G-protein coupled receptor genes”. FEBS Lett. 516 (1-3): 253—6. PMID 11959142. doi:10.1016/S0014-5793(02)02564-4.
2. ↑  „Entrez Gene: GPR161 G protein-coupled receptor 161”.

## Dodatna literatura
- Schöneberg T, Schulz A, Gudermann T (2002). „The structural basis of G-protein-coupled receptor function and dysfunction in human diseases.”. Rev. Physiol. Biochem. Pharmacol. 144: 143—227. PMID 11987825. doi:10.1007/BFb0116587.
- Raming K, Konzelmann S, Breer H (1999). „Identification of a novel G-protein coupled receptor expressed in distinct brain regions and a defined olfactory zone.”. Recept. Channels. 6 (2): 141—51. PMID 9932290.
- Strausberg RL; Feingold EA; Grouse LH;  . (2003). „Generation and initial analysis of more than 15,000 full-length human and mouse cDNA sequences.”. Proc. Natl. Acad. Sci. U.S.A. 99 (26): 16899—903. PMC 139241 . PMID 12477932. doi:10.1073/pnas.242603899.
- Ota T; Suzuki Y; Nishikawa T;  . (2004). „Complete sequencing and characterization of 21,243 full-length human cDNAs.”. Nat. Genet. 36 (1): 40—5. PMID 14702039. doi:10.1038/ng1285.
- Gerhard DS; Wagner L; Feingold EA;  . (2004). „The status, quality, and expansion of the NIH full-length cDNA project: the Mammalian Gene Collection (MGC).”. Genome Res. 14 (10B): 2121—7. PMC 528928 . PMID 15489334. doi:10.1101/gr.2596504.
- Gregory SG; Barlow KF; McLay KE;  . (2006). „The DNA sequence and biological annotation of human chromosome 1.”. Nature. 441 (7091): 315—21. PMID 16710414. doi:10.1038/nature04727.